# San Felipe Xonacayucan
San Felipe Xonacayucan är en ort i Mexiko.   Den ligger i kommunen Atlixco och delstaten Puebla, i den sydöstra delen av landet, 100 km sydost om huvudstaden Mexico City. San Felipe Xonacayucan ligger 1 788 meter över havet och antalet invånare är 175.
Terrängen runt San Felipe Xonacayucan är huvudsakligen kuperad, men åt nordväst är den platt. Runt San Felipe Xonacayucan är det mycket glesbefolkat, med 4 invånare per kvadratkilometer. Närmaste större samhälle är Atlixco, 12,0 km nordväst om San Felipe Xonacayucan. I omgivningarna runt San Felipe Xonacayucan växer huvudsakligen savannskog.